# Stade Reims
Stade Reims je francouzský fotbalový klub z Remeše. Byl nejúspěšnějším francouzským klubem 50. let 20. století. Hvězdou týmu byl tehdy Raymond Kopa. Klub se stal 6× mistrem Francie (1949, 1953, 1955, 1958, 1960, 1962). 2× získal francouzský národní pohár (1950, 1958). Ve své slavné éře se dvakrát probojoval do finále Poháru mistrů evropských zemí (1955/56, 1958/59), v obou případech však ztroskotal na tehdy famózním Realu Madrid. V roce 1953 vyhrál Latinský pohár. Dobrého výsledku dosáhl klub v Poháru mistrů ještě v sezóně 1962/63, kdy postoupil do čtvrtfinále. Pak však přišel ústup ze slávy. Ligue 1 hrál klub naposledy v sezóně 1978/79, od té doby nastupoval v nižších soutěžích. V roce 2012 si však 2. místem v Ligue 2 vybojoval po 33 letech návrat mezi elitu.

## Získané trofeje

### Vyhrané domácí soutěže
- 1. francouzská liga ( 6× )

(1949, 1953, 1955, 1958, 1960, 1962)

## Významní hráči
- Raymond Kopa (1951–1956, 1959–1967)
- Just Fontaine (1956–1962)
- Roger Piantoni (1957–1964)
- Carlos Bianchi (1973–1977, 1984–1985)